# داون كوباياشي
داون كوباياشي (بالإنجليزية: Dawn Kobayashi)‏ هي لاعبة رماية جامايكية، ولدت في 18 يونيو 1971 في كينغستون في جامايكا.

## وصلات خارجية
- داون كوباياشي على موقع الاتحاد الدولي (الإنجليزية)
- داون كوباياشي على موقع أوليمبيديا (الإنجليزية)
- داون كوباياشي على موقع اتحاد ألعاب الكومنولث (مؤرشف) (الإنجليزية)
- داون كوباياشي على موقع دورة ألعاب الكومنولث 2006 (مؤرشف) (الإنجليزية)